# Theodoor Boeyermans

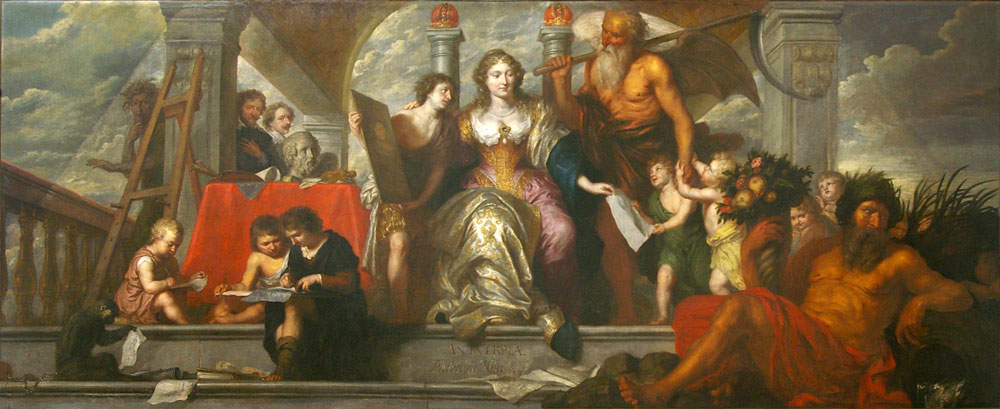
Antwerpen, voedster van de schilders door Theodoor Boeyermans in het Koninklijk Museum voor Schone Kunsten (Antwerpen)

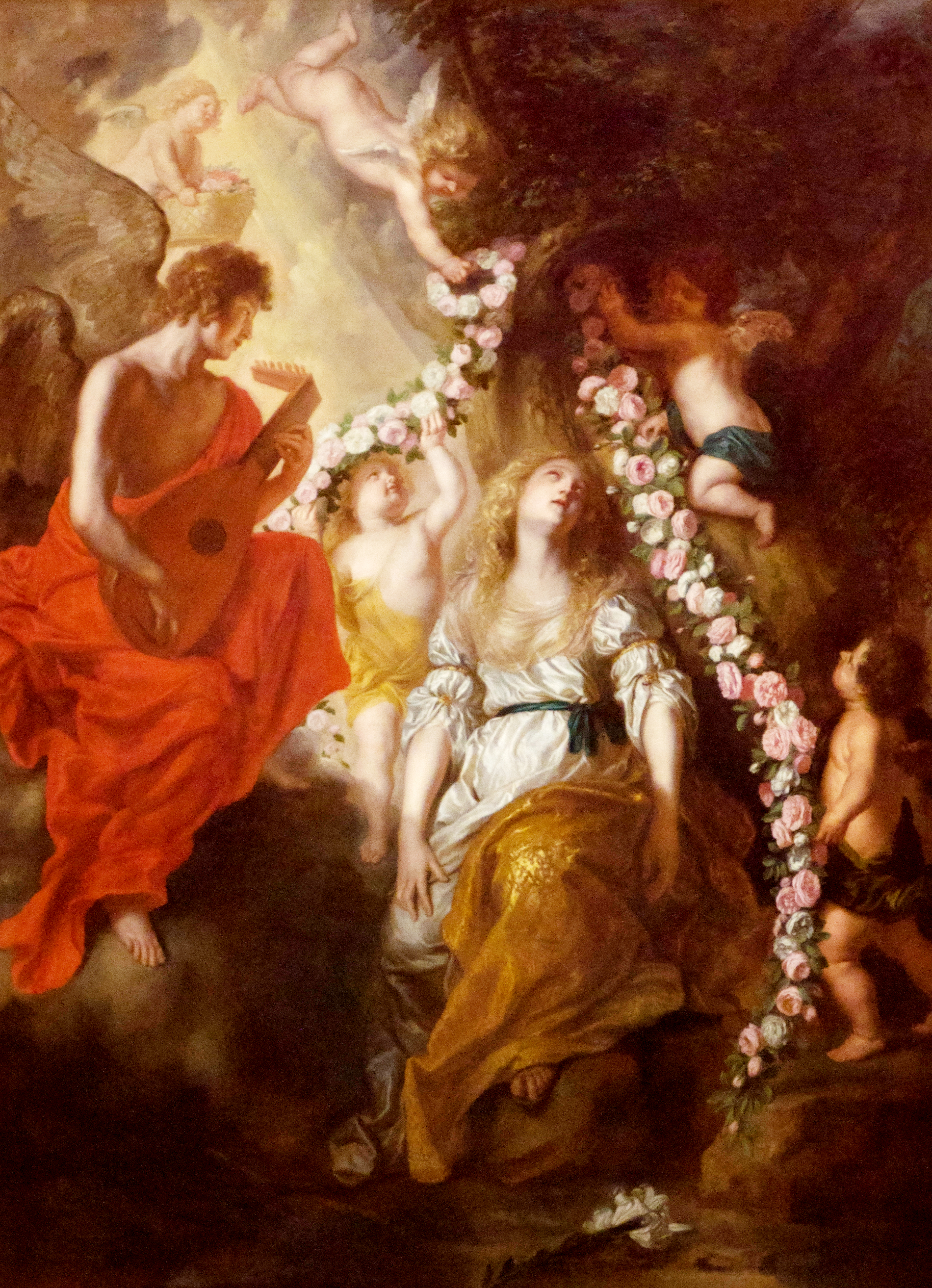
De extase van de heilige Rosalia van Palermo door Theodoor Boeyermans

Theodoor Boeyermans (Antwerpen, gedoopt 10 november 1620 – aldaar, januari 1678), was een Zuid-Nederlands barokschilder die, naar de traditie van Peter Paul Rubens, classicistische doeken maakte. Daarnaast schilderde hij een groot aantal altaarstukken voor Vlaamse kerken, groepsportretten en allegorische taferelen. 
Zijn werk is sterk verwant met dat van zijn tijdgenoot Gonzales Coques. Hij werd in 1654 lid van de Sint-Lucasgilde en was betrokken bij de stichting van de Koninklijke Academie voor Schone Kunsten van Antwerpen.
Boeyermans woonde in het huis De Gulden Pers waar hij ook geboren was. Hij bleef vrijgezel en trad toe tot de Sodaliteit der bejaarde jongmans en vanaf 1664 tot de rederijkerskamer De Olijftak.

## Antwerpen, voedster van de schilders

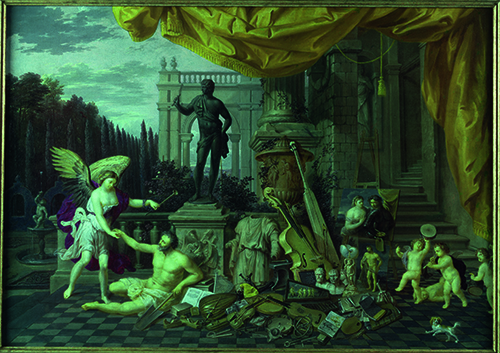
Allegorie van de stad Antwerpen, 1662-1664, uit de collectie van The Phoebus Foundation

Dit allegorisch doek van Theodoor Boeyermans (zie afbeelding) uit 1665, werd gemaakt om de ontvangsthal van de Koninklijke Academie voor Schone Kunsten van Antwerpen te versieren - recent gesticht door David Teniers II. Het promoot de toenmalige recente artistieke geschiedenis van de stad via een portret van Rubens en Anthony van Dyck, die waken over de jonge studenten terwijl die de schilderkunst aanleren. In het centrum zit de allegorische voedster van de schilders. Chronos vergezelt de studenten die hun kunstwerk tonen, terwijl de riviergod Scaldis (die specifiek verwijst naar Antwerpens rivier de Schelde) met zijn hoorn des overvloeds, de weelde symboliseert van het artistieke erfgoed van de stad.
- Biografisch Portaal: 57952424
- Gemeinsame Normdatei: 123138191
- International Standard Name Identifier: 0000 0000 6681 1691
- RKD-Nederlands Instituut voor Kunstgeschiedenis: 9870
- Union List of Artist Names: 500030897
- Virtual International Authority File: 25502738